# Erythrophysa lapiazicola
Erythrophysa lapiazicola är en kinesträdsväxtart som beskrevs av René Paul Raymond Capuron. Erythrophysa lapiazicola ingår i släktet Erythrophysa och familjen kinesträdsväxter. Inga underarter finns listade i Catalogue of Life.